# Kongsholmparken
Kongsholmparken er et grønt område i det sydlige Albertslund, der er opstået efter opførelsen af den planlagte bydel Albertslund Syd stod færdig i slutningen af 1960'erne. Kongsholmparkens naturlige afgrænsning består af Holbækmotorvejen i både syd og vest. Mod nord afgrænses af Vestbanen og bydelen Albertslund Syd, og mod øst afgrænses Kongsholmparken af Vallensbæk Nordmark.
Store Vejleå løber gennem Kongsholmparken med græsningsarealer for kvæg på begge sider. Høghsbjerget er en 35 meter høj kunstigt skabt bakke, der består af overskydende jord fra opførelsen af Albertslunds bydele. Syd for Høghsbjerget ligger de to anlagte søer – Tueholm Sø og Vallensbæk Sø.
Nord for Vestbanen ligger Hyldagerparken.
Et projekt fra sidst i 2010'erne søger at reducerer vejstøjen i Hyldagerparken og den nordlige Kongsholmparken.